# Owl City
Owl City (en español: Ciudad búho) es un proyecto musical estadounidense de synth pop y música electrónica creado por Adam Young. Young mezclaba música en el sótano de la casa de sus padres en Owatonna, Minnesota, como resultado de su insomnio.
Young escribe todas las canciones para Owl City y sus influencias son la música disco y la música electrónica europea. A los seguidores de Owl City se les denomina. 
Owl City consiguió popularidad gracias a canciones como «Fireflies», «Good Time», «When Can I See You Again», «Galaxies» o «Shooting Star», entre otros. Aproximadamente ha vendido 5 millones de discos y más de 20 millones de canciones en todo el mundo.

## Historia

### Primeros años (2007-08)
Owl City fue creado por Adam Young en el sótano de la casa de sus padres. Comenzó a hacer música porque padecía un fuerte insomnio, así que decidió subir sus creaciones a MySpace. Rápidamente sus temas se hicieron muy populares, hasta tal punto que Universal Republic le ofreció un contrato discográfico En 2007, Owl City lanzó un EP titulado Of June, seguido por el lanzamiento en 2008 del álbum Maybe I'm Dreaming. Of June alcanzó el nº20 en el Billboard Electronic Albums, y Maybe I'm Dreaming alcanzó el 16 en esa misma lista.
Ambos discos fueron lanzados cuando Young no pertenecía a ninguna discografía. A principios de 2009 se filtró que Owl City firmó con el sello Universal Republic, subsidiaria de Universal Music Group.

### Ocean Eyes (2009)
Después de lanzar un álbum de forma independiente, Owl City ganó popularidad al lanzar el álbum Ocean Eyes, segundo álbum de Owl City, fue lanzado mediante iTunes el 14 de julio de 2009, y estuvo disponible en tiendas a partir del 28 de julio de 2009. El álbum debutó en el nº27 en el Billboard 200. Se publicaron cuatro sencillos: "Hello Seattle", "Hot Air Balloon", "Strawberry Avalanche", y "Fireflies".
"Fireflies" encabezó las listas en Estados Unidos y Canadá y se convirtió en la canción más descargada en iTunes en los Estados Unidos. En diciembre de 2009 Ocean Eyes obtuvo el disco de oro en los Estados Unidos y posteriormente disco de platino en 2010. El 24 de enero de 2010, Owl City alcanzó el número 1 en el Top 40 Singles Chart del Reino Unido con "Fireflies".
Ocean Eyes entró en la lista de los 10 álbumes más descargados de Amazon MP3, una tienda en línea para descargar música MP3.
El vocalista de Relient K, Matt Thiessen, ha viajado y colaborado con Owl City en varios temas, incluso en el éxito "Fireflies", donde se puede oír a Thiessen como voz de fondo. Por su parte, Young también produjo la canción de Relient K "Terminales". Thiessen declaró que es muy probable que él y Young comiencen un proyecto paralelo llamado Goodbye Dubai en un futuro.
"Fireflies" fue lanzado en descarga gratuita para el juego de iPod / iPhone Tap Tap Revenge 3, de Tapulous. Steve Hoover fue contratado como director del videoclip de "Fireflies". El video se estrenó en exclusiva en MySpace, pero se filtró en varios sitios web de visualización de vídeos, como YouTube y Dailymotion, horas antes.
Han estado de gira con The Scene Aesthetic y Brooke Waggoner.
En 2010, Owl City resultó nominado en los premios ARIA award en la categoría de Artista Internacional más popular y en los Q Award en la categoría de mejor canción con "Fireflies".

### All Things Bright And Beautiful (2011)
La producción en el tercer álbum comenzó a mediados de 2010. El 18 de octubre, Young escribió una entrada en su blog acerca de su tercer álbum de estudio, diciendo que el álbum estaba casi terminado.
En febrero de 2011, el título del álbum fue anunciado, y que sería lanzado el 17 de mayo. Sin embargo, el 6 de abril, Young dio a conocer un comunicado en su página web, junto con extensas vistas previas de cuatro de sus canciones, que All Things Bright and Beautiful se retrasaría hasta el 14 de junio.
"Alligator Sky", primera colaboración de Owl City con otro artista, fue lanzado como el primer sencillo del álbum en iTunes. Más tarde ese mes y principios de abril, los boletos salieron a la venta para el Tour mundial de All Things Bright and Beautiful, el que la banda visitó Estados Unidos y países de Europa, Asía y Oceanía. La canción, "Galaxies" sería lanzada como el segundo sencillo del álbum, y se puso la venta y descarga en iTunes. Se trata de la posición más alta en Billboard de una canción cristiana, alcanzando el número 39. Desde entonces ha vuelto a entrar en la tabla en el número 48 en la semana del 24 de septiembre de 2011. "Deer in the Headlights" fue lanzado como tercer sencillo del álbum.
El álbum se posicionó en el puesto n.º 2 en Billboard Hot 200 y en el puesto n.º 1 en iTUnes. Se calcula que se vendieron 150.000 copias. Debutando en el puesto nº13 de los discos más vendidos a nivel global según Mediatraffic.
"Lonely Lullaby", tal vez se trata de la canción más personal escrita por Young, fue lanzado como sencillo el 19 de julio de 2011. La canción tuvo un éxito sorprendente.
El 19 de julio, Young fue entrevistado en la edición de agosto de la Revista Cliché apareciendo en la portada de la revista. Más tarde, durante el mes de julio en el Club Nokia en Los Ángeles, Young anunció que el concierto estaba siendo filmado para un DVD en vivo. La grabación fue finalmente lanzado en Itunes en noviembre de 2011. El DVD se posicionó en el Top 10 de iTunes de los DVD musicales más vendidos.
Ese mismo año, Owl City fue nominado en los Billboard Music Award en la categoría de mejor álbum dance/álbum electrónico por "Ocean Eyes".

### The Midsummer Station (2012)
Se anunció a través de Twitter que un nuevo EP titulado " Shooting Star "iba a ser lanzado el 15 de mayo de 2012. El EP incluye cuatro canciones del próximo álbum de Owl City. Young declaró que se lanzó el EP porque quería dar a los fanes una idea clara de cómo sonaría el próximo álbum. El EP contó con bastante éxito llegando al n.º 5 en iTunes.
El 24 de mayo de 2012, Young anunció en Twitter que su cuarto álbum de estudio se titularía La estación de verano y que sería lanzado el 14 de agosto de 2012, en todo el mundo, excepto en el Reino Unido, donde se estrenó el 17 de septiembre de 2012. El 21 de junio de 2012, Young anunció que la fecha de lanzamiento del álbum se retrasó al 21 de agosto de 2012, pero la fecha de lanzamiento del Reino Unido seguirá siendo el mismo. El 12 de julio de 2012, Young anunció a través de Twitter que la fecha de lanzamiento del Reino Unido sería empujado hacia adelante al 20 de agosto del 2012. El álbum debutó en el puesto n.º 7 en Billboard 200, superando al 8 de Ocean Eyes. En descargas digitales alcanzó el puesto n.º 2 y el n.º 1 en Itunes.
A través de Twitter se anunció que Owl City colaboraría con la cantante canadiense Carly Rae Jepsen en una nueva canción, diciendo que sería puesto en libertad el 26 de junio de 2012, como primer sencillo del álbum. El 20 de junio de 2012, se lanzó el sencillo " Good Time ". La canción fue lanzada en iTunes el 26 de junio de 2012. Ha recibido críticas generalmente positivas de los críticos, incluyendo Billboard y la revista Entertainment Weekly, calificando al tema como "himno del verano". "Good Time" alcanzó un gran rendimiento comercial en todo el mundo, alcanzando el n.º 1 en Canadá, siendo el primer número 1 de Owl City en dicho país, seguido de Nueva Zelanda y Corea del Sur, entrando también en el Top 10 de Estados Unidos, Japón, Países Bajos, Reino Unido y otros países. Owl City consiguió el certificado de Platino por la RIAA vendiendo 2.249.000 copias.
En el sonido de este álbum se puede apreciar como la música de Owl City se acerca más a un estilo pop y desenfadado, alejándose de las melodías complejas de los trabajos anteriores, muchos criticaron este cambio. En su blog, Young defendió su elección para el nuevo sonido de la reproducción ampliada y el álbum, diciendo que él cree que "es un fastidio para un artista de cualquier tipo de oír, 'Sí, es genial, pero es muy parecido a su trabajo anterior. (...) La creatividad tiene que ver con empujar los límites para ir hacia adelante ". En una entrevista con PureVolume, Young afirmó que las canciones que escribió para este disco son mucho más oscuras, con más influencia de sus propios sueños, pesadillas y auto-reflexiones.

### Mobile Orchestra (2015) -
The Midsummer Station: acoustic Ep fue publicado el 30 de julio de 2013. Es el tercer EP de Owl City después de Shooting Star EP.
Contiene versiones acústicas de "Good Time","Gold" y "Shooting Star" canciones preferidas por el público del álbum anterior, así como dos temas inéditos "Hey Anna" y "I Hope You Think of Me". Estos dos últimos temas vuelven al sonido tradicional de Owl City recordando a los álbumes anteriores, también se puede comprobar en las versiones acústicas el crecimiento de Young como vocalista.
En 2013, Owl City fue nominado en los premios NRJ Music Award en la categoría de mejor dúo internacional por "Good Time" con Carly Rae Jepsen.
Sobre el 31 de marzo y 2 de abril de 2014, Young reveló lentamente una ilustración del nuevo sencillo en nueve piezas a través de su cuenta de Instagram. El título de la canción fue revelado como "Beautiful Times". La pista cuenta con la violinista Lindsey Stirling. A continuación, se procedió a liberar diez segundos de muestreo de la canción un día después de la finalización de la carátula del sencillo. Otra pequeña muestra de la canción fue publicada al día siguiente en el Tumblr blog y Instagram oficial de Owl City. La canción fue lanzada el 8 de abril de 2014 en la página web oficial de Owl City, en el que se ofrecía descargar el sencillo de forma gratuita, después de jugar a un pequeño juego y leer una carta de agradecimiento por parte de Young a los fans de Owl City, como celebración del 5º aniversario del primer álbum internacional "Ocean Eyes".
En cuanto al siguiente álbum, Young reveló que se lanzaría una serie de EP durante el 2014, por lo que probablemente el siguiente álbum esperará al año siguiente para ser lanzado. Sobre el mes de marzo de 2014, Owl City anunció que se lanzaría un EP, el nombre fue publicado a mitad de junio como "Ultraviolet" que será lanzado el 27 de junio de 2014. El EP "Ultraviolet", a pesar de que aún no está disponible para descargas, ya se situó en el puesto n.º 9 de los discos más vendidos en iTunes durante la segunda semana de junio, debido a los pedidos anticipados. El día 27 de junio, "Ultraviolet" alcanzó el puesto n.º 2 en iTunes y el 30 del Billboard 200, también el top 10 en países europeos y asiáticos, llegando incluso al n.º 1 en Indonesia. "Ultraviolet" recibió muy buenas críticas por parte de seguidores y críticos.
Durante este mismo mes, se hizo oficial el triunfo por parte de Young en la demanda impuesta por una cantante llamada Ally Burnett por un supuesto plagio en el que alegaba que "Good Time" era una copia de su canción "Ah, It's a Love Song". Burnett pedía los derechos de "Good Time" y un indemnización cercana a los 800.000 euros por "daño psicológico y emocional causado por fans fanáticos". Después de una investigación exhaustiva, se probó que "Good Time" es una obra original, el pago de más de 500.000 euros a Young en concepto de regalías y Burnett retiró la demanda.
El 7 de octubre se lanzaron dos canciones tituladas "You're Not Alone" junto con la cantante de música cristiana Britt Nicole y "Tokyo" junto al grupo japonés Sekai No Owari. "You're Not Alone" fue la segunda canción más escuchada en Spotify durante la primera semana desde su lanzamiento en Estados Unidos, la canción llegó al n.º 1 en Billboard Hot 100 de pop cristiano.
A través de las redes sociales, se hizo oficial que un nuevo álbum llamado "Mobile Orchestra" sería lanzado el 10 de julio de 2015, junto con una gira internacional que incluirá fechas en Europa. El 14 de mayo, se hizo disponible la posibilidad de reservar el álbum en Itunes y demás plataformas digitales, ese mismo día Mobile Orchestra se posicionó en el puesto n.º 1 de los discos más vendidos en iTunes. Mobile Orchestra incluirá canciones ya lanzadas anteriormente como "You're Not Alone" y "This Isn't The End".

## Cine y televisión
El sonido de Owl City ha sido calificado como la "banda sonora" de las películas de animación para el público infantil, debido a los numerosos temas que ha escrito Young para películas. El primer tema que escribió Young para una película se tituló "To The Sky" en 2010, para la película de Ga'Hoole: la leyenda de los guardianes, que le dio mucha popularidad. En 2012, Owl City fue elegido para la creación del tema principal para la película de Disney Wreck-It Ralph que contó con un video musical con escenas promocionales de la película, el tema se tituló "When Can I See You Again?". Se pensó en lanzarse como sencillo pero se prefirió mantener la canción como un pequeño "secreto". El tema dio muchos beneficios a Owl City en ventas de la canción y se abrió la puerta para más trabajos para Disney. El tema de ¡Rompe Ralph! fue preseleccionado a título de mejor canción original en los Oscars 2013.
Tras el éxito de "When Can I See You Again", Owl City realizó el tema principal de la película The Croods, en colaboración con la cantante de indonesia, Yuna, con el tema "Shine Your Way" con el que volvió a estar preseleccionado como mejor canción original en los Oscars 2014. Se anunció que Owl City también participaría en la banda sonora de Los Pitufos 2 con el tema "Live it up". Finalmente, en octubre de 2013, Owl City realizó la canción de la película de VeggieTales: Luces de Navidad, con un tema del mismo nombre; "Lights Of Christmas". A finales de 2014 se supo que Owl City realizaría el tema principal para la película The Good Dinosaur, siendo el segundo tema para Disney con el tema "2 Billions Year Later". También para este mismo año, Owl City interpretaría el tema para la nueva película de animación de Enrique Gato llamada "Atrapa la bandera", el tema se trataría de "Lake for to my to Way" y la primera aportación de Young en una película española y no estadounidense, junto con el tema principal para la esperada película Minions con una canción llamada "Lighting Up the Tunnel" que se estrena el 10 de julio, coincidiendo con el lanzamiento del nuevo álbum Mobile Orchestra, la versión en español es interpretada por el cantante gaditano Abraham Mateo. En el año 2016, estaba programada la composición del tema "Tip of the Iceberg" para la película de Disney "Zootopia". 
Aparte de canciones propiamente escritas para películas, también se escogieron algunos temas para ser incluidos en varias películas como: en la banda sonora de 90210, con la canción titulada "Sunburn", Escape From Planet Earth con la canción "Shooting Star" y Alicia en el País de las Maravillas, versión de Tim Burton, con la canción "The Technicolor Phase".
En cuanto a televisión, Young compuso la melodía para el anuncio del hotel de lujo Burj Al Arab, situado en Dubái. En el anuncio se ve a un hombre saltando desde lo alto del hotel, mientras cae al mar se ven diferentes estancias del lujoso hotel. Se eligió la música de Young para un anuncio del hotel debido a la popularidad del álbum Ocean Eyes donde aparece este mismo sobre un fondo azul de cielo y mar. La segunda aparición Owl City en televisión vino de mano de las galletas Oreo, Young escribió y cantó la canción titulada "wonderfilled anthem" para la nueva campaña de Oreo, se adaptó la canción para anuncios de 90, 30 y 15 segundos. "Ellos vinieron a mí con la idea de compartir el asombro con el mundo" dijo Young a MTV News el lunes 13 de mayo "Y esos temas son similares a lo que me atrae, tanto musical como líricamente. Aunque algunos cínicos se burlen de la idea de que un artista anote un anuncio, me siento honrado de ser considerado... sobre todo desde que siempre he sido un hombre de Oreo..."

## Estilo musical e influencias
La música de Owl City es descrita como indietronica y synthpop y, a menudo se describe como pertenecientes al género de la música electrónica. Young ha declarado que está inspirado en la música electrónica europea a la hora de escribir las canciones de Owl City, así como los géneros instrumentales como drone, ambient y post-rock. Cita sus mayores influencias como Johnathon Ford de Unwed Sailor y Thomas Newman. Young también incorpora algo de su fe cristiana en su música. La fe de Young es evidente en el álbum, "All Things Bright and Beautiful", sobre todo en la canción "Galaxies". En una entrevista explicó el por qué agregó una canción llena de fe al tercer álbum, él dijo: "Me siento como si yo no pudiera ocultar el hecho de que eso es lo que es tan importante para mí, sería un crimen." Asimismo, destacan por infrecuentes una letras inspiradas a menudo en la fantasía y en emociones profundas como  la melancolía, el desamor y la ensoñación, coherentes con la personalidad sensible de Young.
Owl City también ha sido comparado con The Postal Service, a menudo crítica, por su combinación de sintetizadores difusos y letras irónicas.

## Discografía
- Maybe I'm Dreaming (2008)
- Ocean Eyes (2009)
- All Things Bright and Beautiful (2011)
- The Midsummer Station (2012)
- Mobile Orchestra (2015)
- Cinematic (2018)
- Coco Moon (2023)